# Дворец Плотени (Великие Лазы)
Дворец графов Плотени (укр. Палац Плотені) — двухэтажное здание, расположенное в Великих Лазах, в Закарпатской области Украины. Здание построено в конце XIX века. Возле дворца находится парк культуры и отдыха. Сейчас в нём располагается Ужгородский районный центр детского творчества.

## История
Дворец был построен в 1896 году графом Нандором Плотени. В разное время во дворце гостили Ференц Лист, Иоганн Брамс и Эдуард Ремни и другие представители интеллигенции. Именно Ремни научил молодого графа играть на скрипке и они даже выступали вместе с концертами по Европе.
После Второй Отечественной войны владения графа перешли были национализированы советской властью. Подвалы и виноградники стали основой для коньячного завода, а дворец был преобразован сначала в ФАП, затем в школу и лагерь, также в нём располагался сельский совет. В 2004 году поместье было отремонтировано и в нём был открыт Ужгородский районный центр детского творчества. Каждое лето здесь действует детский оздоровительный центр. В конце мая 2010 года были установлены две мемориальные доски — хозяину усадьбы графу Нандору Плотени и известному венгерскому композитору Ференцу Листу. Мемориальные доски и памятник изготовлены украинским скульптором, художником и поэтом Михаилом Белене.

## Архитектура
Двухэтажный дворец построен в неоклассическом стиле, имеет несколько этажей с колоннами и куполами. На стенах висело много охотничьих трофеев хозяина поместья, а в одной из светлиц стоял чёрный рояль.
В настоящее время здание отреставрировано, с сохранившейся снаружи ковкой и лепниной. Но внутреннее убранство дворца не сохранилось. На втором этаже, в первозданном виде сохранился большой зал предназначенный для торжеств, из которого есть выход на центральный балкон, а также столовая. Всё остальное — это небольшие комнаты.

## Легенды и предания
- Во дворце графов Плотени своё время гостил знаменитый композитор Ференц Лист, хотя он умер 1886 года, тогда как дворец построили 10 лет спустя после его смерти — в 1896 году. Об этом также свидетельствует мемориальная доска[1].
- Нандор Плотени, став уже известным композитором, исполнял свои произведения исключительно на подлинной скрипке Страдивари. Граф содержал за свой счёт сельский полицейский участок, чтобы жандармы присматривали за его дворцом и хранящимся в нём раритетом.[1].